# Urania (Chipre)
Urania (en griego, Οὐρανία) es el nombre de una antigua ciudad de Chipre. Se situaba en la parte norte de la isla. Actualmente sus restos están en la República Turca del Norte de Chipre.
Los fragmentos de cerámica atestiguan que la ciudad fue un asentamiento durante las épocas arcaica, clásica, helenística, romana y bizantina. Diodoro Sículo relata que fue una de las ciudades chipriotas, junto con Carpasia, que fue tomada por Demetrio Poliorcetes, en el 306 a. C. Fue abandonada hacia el año 647, a consecuencia de las incursiones árabes en la zona.
Se localiza en las proximidades de Rizokárpaso, en un lugar que posteriormente se denominó Afendrika.